# 大川悦生
大川 悦生（おおかわ えっせい、1930年7月6日 - 1998年3月27日）は、児童文学作家。本名の読みは「よしお」。
長野県更級郡村上村（現埴科郡坂城町網掛）生まれ。父大川豊市（長野県上水内郡三水村・現飯綱町出身）、母やすの長男として生まれる。幼少期は東京で生活していたが、太平洋戦争でそのまま暮らし続けることが困難になり、母の実家に疎開した。旧制上田中学（長野県上田高等学校）を経て、早稲田大学文学部仏文科卒。在学中から早大童話会に属した。のち木下順二の影響で民話の再生に力を入れた。1980年「たなばたむかし」で産経児童出版文化賞受賞。原爆についての作品もある。

## 著書
- 『子どもに聞かせる日本の民話』坪田譲治共著、実業之日本社、1963
- 『日本むかし話 日本民話集』偕成社、1964
- 『日本民話読本』実業之日本社、1966
- 『ももの子たろう』ポプラ社、1967
- 『きんいろのきつね』赤羽末吉絵、ポプラ社、1968
- 『日本ユーモア文学全集、ほらくらべ・ばけくらべ』箕田源二郎絵、ポプラ社、1968
- 『あほう村の九助』ポプラ社、1969
- 『おかあさんの木』箕田源二郎絵、ポプラ社、1969、のち文庫
- 『きんつばじへい』ポプラ社、1969
- 『かしきちょうじゃ』偕成社、1971
- 『へっこきじっさま一代記』偕成社、1971
- 『山のかあさんと16ぴきのねずみ』ポプラ社、1972
- 『みやらびのしま 沖縄のものがたり』儀間比呂志版画、ポプラ社、1973
- 『木のまたてがみ』那須良輔絵、偕成社、1974
- 『デゴイチおんちゃん』ポプラ社、1974、のち文庫
- 『雪ワラシコのきた里』太田大八絵、偕成社、1974
- 『大めしくいの八ヤン』斎藤博之画、あかね書房、1975
- 『きつねのかんちがい』偕成社、1975
- 『だんごどっこいしょ』長谷川知子絵、ポプラ社、1975
- 『ふたりがかけた橋』佐藤忠良絵、ポプラ社、1975、日本のみんわえほん 4(長野)
- 『えすがたあねさま』ポプラ社、1976
- 『さるじぞうほいほい』ポプラ社、1976
- 『白いきつねの絵馬 東京のはなし』ポプラ社、1976
- 『日本の伝説 3、信州の伝説』浅川欽一共著、角川書店、1976
- 『でっかいまめたろう』ポプラ社、1976
- 『つるのあねさ』石倉欣二絵、ポプラ社、1977
- 『東京のおじぞうさま 日本むかし話』伊勢英子絵、講談社、1977
- 『ねずみのすもう』ポプラ社、1977
- 『母のめん鬼のめん』あかね書房、1977
- 『かあさんがうまれたころに』箕田美子絵、講談社、1978
- 『たいへんたいへんたいへんだー』梅田俊作絵、ポプラ社、1978
- 『父・母が語る日本の民話』編・鎌倉書房1978
- 『日本の伝説 西日本編』坪田譲治編 偕成社文庫、1978
- 『日本の伝説 東日本編』坪田譲治編 松谷みよ子共著、偕成社文庫、1978
- 『日本の伝説 南日本編』坪田譲治編 偕成社文庫、1978
- 『ちょうじゃどんとさくらの木 ひこはちとんちばなし』偕成社、1979
- 『はとよひろしまの空を』二俣英五郎絵、ポプラ社、1979
- 『とのさまと二ひきのたい ひこはちとんちばなし』偕成社、1980
- 『日本の民話』全7冊、ポプラ社文庫、1980-84
- 『あとかくしの雪』ポプラ社、1981
- 大川悦生・おばけの本（ポプラ社）
  - 『いたずらおばけピピ』1981
  - 『おばけおばけでたあ』藤本四郎絵、1981
  - 『おばけじかんどろどろ』梅田俊作絵、1981
  - 『おばけのピピのぼうけん』渡辺有一絵、1981
  - 『およめさんはゆうれい』二俣英五郎絵、1981
  - 『こわがりやのゆうれい』二俣英五郎絵、1981
  - 『ぼくとおばけの子』長谷川知子絵、1981
  - 『おばけのくにのドア』渡辺洋二絵、1982
  - 『おばけのすきな王さま』中村道雄絵、1982
  - 『さよならおばけの子』長谷川知子絵、1982
  - 『おばけさんなにをたべますか?』1983

- 『てんとうさんかねんつな 岡山県』第一法規出版、1981
- 『かみなりになったごろべえ』村上豊絵、ひさかたチャイルド、1983
- 『長崎のふしぎな女の子』宮崎耕平絵、ポプラ社、1983、のち文庫
- 『2の4のおばけの10』石倉欣二絵、ポプラ社、1983
- 『おもち一つでだんまりくらべ』二俣英五郎絵、ポプラ社、1984
- 『ながさきの子うま』宮本忠夫絵、新日本出版社、1984
- 『ようちえんにおばけがいるよ』長野ヒデ子絵、金の星社、1984
- 『くいしんぼねずみチョロとガリ』あかね書房、1985
- 『彦一と、えんまさま』宮本忠夫絵、実業之日本社、1985、日本むかしばなし集
- 『星からきたカード』宮本忠夫絵、汐文社、1985、原爆児童文学集
- 『ゆうれいの絵』宮本忠夫絵、実業之日本社、1985、日本むかしばなし集
- 大川悦生・日本のわらい話（あすなろ書房）
  - 『一休さんの大しょんべん』二俣英五郎絵、1986
  - 『大ぼらふきとあわてもの』宮本忠夫絵、1986
  - 『きっちょむさん天のぼり』石倉欣二絵、1986
  - 『むこどののしっぱい』宮本忠夫絵、1986

- 『木は生きかえった』宮本忠夫絵、新日本出版社、1986
- 『子そだてゆうれい 母をつたえる民話』金の星社、フォア文庫、1986
- 『まよなかのうんどうかい』佼成出版社、1986
- 『おばけたろうは1ねんせい』長野ヒデ子絵、金の星社、1987
- 『東京にカワウソがいたころ つくだっ子物語』国土社、1987
- 『ふたごのおばけ』ポプラ社、1987
- 『長崎にいた小人のフランツ』国土社、1988
- 『ちゃわんむしきらいなおばけです』新日本出版社、1989
- 『戦争をみた大きな木』具志堅青鳥絵、あすなろ書房、1990
- 『広島・長崎からの伝言』編著、岩崎書店、岩崎少年文庫、1990
- 『ポケットからこわい話』金の星社、フォア文庫、1991
- 『アオギリよ芽をだせ 被爆した広島の木』遠藤てるよ絵、新日本出版社、1992

### 評論
- 『現代に生きる民話』日本放送出版協会、NHKブックス、1975
- 『日本の昔ばなし 父よ!桃太郎を語れるか』日本ジャーナルプレス新社、1977
- 『子どもの耳を育てる 私の民話と読み聞かせから』教育出版、1993
- 『ひろしま原爆の木たち 歩いて見てほしい 写真・マップ・証言』たかの書房、1995

## 参考
- 『日本近代文学大事典』講談社、1984
- 『日本児童文学大辞典』大日本図書、1993